# Eleição para o Senado dos Estados Unidos a 2008 no Colorado
A eleição de 2008 para o Senado dos Estados Unidos no Colorado foi realizada a 4 de novembro de 2008. As eleições primárias foram realizadas a 12 de agosto de 2008. O senador republicano em funções Wayne Allard decidiu aposentar-se em vez de concorrer a um terceiro mandato. O candidato democrata Mark Udall ganhou a eleição, tornando esta a primeira vez em que um democrata ganhou esta posição desde 1972, e em que os democratas ocuparam ambas as cadeiras no Senado desde 1979.

## Primária democrática

### Candidatos
- Mark Udall, representante dos EUA

## Primária republicana

### Candidatos
- Bob Schaffer, membro do Conselho Estadual de Educação do Colorado, ex-representante dos EUA e candidato ao Senado dos EUA em 2004.

## Eleição geral

### Campanha
A eleição contou como uma disputa aberta porque o senador em funções, Wayne Allard, recusou-se a concorrer a reeleição. Ele honrou a promessa feita em 1996 de cumprir não mais do que dois mandatos no Senado dos Estados Unidos e anunciou que se aposentaria do seu serviço no Senado dos Estados Unidos e não concorreria a um terceiro mandato, deixando assim a posição de Classe II do Senado no Colorado aberta. Ambos os partidos acreditavam que esta disputa pelo Senado seria uma das mais competitivas durante a eleição de 2008.

### Sondagens
| Fonte da sondagem                                             | Data                          | Mark Udall (D) | Bob Schaffer (R) |
| ------------------------------------------------------------- | ----------------------------- | -------------- | ---------------- |
| Hill Research Consultants                                     | Agosto 26–28, 2007            | 45%            | 40%              |
| Ciruli Associates                                             | Setembro 12–15, 2007          | 36%            | 35%              |
| SurveyUSA                                                     | Outubro 27–30, 2007           | 48%            | 41%              |
| Rasmussen Reports                                             | November 28, 2007             | 41%            | 42%              |
| Research for Change                                           | Dezembro 3–5, 2007            | 39%            | 37%              |
| Rasmussen Reports                                             | Fevereiro 11, 2008            | 43%            | 44%              |
| McLaughlin & Associates/ Coalition for a Democratic Workplace | Março 6–9, 2008               | 44%            | 32%              |
| Rasmussen Reports                                             | Março 17, 2008                | 46%            | 43%              |
| New Leadership USA/TargetPoint                                | Março 31 – Abril 7, 2008      | 45%            | 45%              |
| Rasmussen Reports                                             | Abril 16, 2008                | 45%            | 42%              |
| Rasmussen Reports                                             | Maio 19, 2008                 | 47%            | 41%              |
| Rasmussen Reports                                             | Junho 17, 2008                | 49%            | 40%              |
| Garin-Hart-Yang/DSCC                                          | Junho 15–17, 2008             | 46%            | 37%              |
| Quinnipiac                                                    | Junho 26, 2008                | 48%            | 38%              |
| Public Policy Polling(PPP)                                    | Julho 10, 2008                | 47%            | 38%              |
| Keith Frederick                                               | Julho 22, 2008                | 48%            | 39%              |
| Rasmussen Reports                                             | Julho 22, 2008                | 49%            | 46%              |
| Quinnipiac                                                    | Julho 24, 2008                | 44%            | 44%              |
| Rasmussen Reports                                             | Agosto 13, 2008               | 50%            | 42%              |
| Hill Research Consultants                                     | Agosto 24, 2008               | 41%            | 38%              |
| Tarrance Group                                                | Setembro 3, 2008              | 41%            | 40%              |
| Public Policy Polling                                         | Setembro 21, 2008             | 48%            | 40%              |
| Quinnipiac                                                    | Setembro 14–21, 2008          | 48%            | 40%              |
| Rasmussen Reports                                             | Setembro 23, 2008             | 46%            | 44%              |
| Denver Post                                                   | Setembro 29 – Outubro 1, 2008 | 43%            | 38%              |
| Ciruli Associates                                             | Outubro 1, 2008               | 45%            | 38%              |
| Rasmussen Reports                                             | Outubro 16, 2008              | 51%            | 44%              |

### Resultados
O candidato democrata Mark Udall venceu a eleição com 52.8% dos votos contra o candidato republicano Bob Schaffer com 42.5%. O candidato constitucionalista Douglas Campbell recebeu 2,6% dos votos e o candidato do partido verde, Bob Kinsey, recebeu 2,1% dos votos.